# Festuca ultramafica
Festuca ultramafica är en gräsart som beskrevs av Henry Eamonn Connor. Festuca ultramafica ingår i släktet svinglar, och familjen gräs. Inga underarter finns listade i Catalogue of Life.